# Barton (Village)
Barton ist ein Village in der Town Barton im Orleans County des Bundesstaates Vermont in den Vereinigten Staaten mit 690 Einwohnern (laut Volkszählung von 2020). Barton liegt zentral in der Town Barton, von der es politisch und verwaltungstechnisch abhängig ist. Im Osten grenzt das Village an das Nordufer des Crystal Lakes. Die Interstate 91 verläuft in nordsüdlicher Richtung entlang der westlichen Grenze und der U.S. Highway 5 ebenfalls in nordsüdlicher Richtung durch das Zentrum des Villages.

## Geschichte
Ausgerufen wurde der Grant für Barton am 28. Oktober 1781. Den Grant bekamen Colonel William Barton und weitere. Mit eigenständigen Rechten wurde das Village Barton im Jahr 1875 versehen. Bis zu diesem Zeitpunkt war es unter dem Namen Barton Mills bekannt. Im frühen 19. Jahrhundert war Barton Mills ein industrielles Zentrum. Die Flut, die durch den Neuengland-Hurrikan von 1927 ausgelöst wurde, zerstörte das Village, welches sich davon nicht vollständig erholte.

### Einwohnerentwicklung
| Jahr      | 1800 | 1810 | 1820 | 1830 | 1840 | 1850 | 1860 | 1870 | 1880 | 1890 |
| --------- | ---- | ---- | ---- | ---- | ---- | ---- | ---- | ---- | ---- | ---- |
| Einwohner |      |      |      |      |      |      |      |      | 742  | 778  |
| Jahr      | 1900 | 1910 | 1920 | 1930 | 1940 | 1950 | 1960 | 1970 | 1980 | 1990 |
| Einwohner | 1050 | 1330 | 1187 | 1363 | 1262 | 1267 | 1169 | 1057 | 1062 | 908  |
| Jahr      | 2000 | 2010 | 2020 | 2030 | 2040 | 2050 | 2060 | 2070 | 2080 | 2090 |
| Einwohner | 742  | 737  | 690  |      |      |      |      |      |      |      |

Volkszählungsergebnisse Barton Village, Vermont